# Джунь, Иосиф Владимирович
Ио́сиф Влади́мирович Джунь (род. 13 июля 1940 в г. Черняхов, Черняховского р-на, Житомирской обл.) — математик, астрометрист, астрономо-геодезист, представитель известной научной школы академика Е. П. Федорова[1-3,с,82;4-6], доктор физико-математических наук, профессор, действительный член Международной педагогической академии (Москва, 1999 г.) и Европейской ассоциации безопасности (2002 г.).
Разработал новую научную теорию — Неклассическую теорию погрешностей измерений (НТПИ) [7], которая позволяет осуществлять обработку данных, математическое моделирование и его диагностику на новой, более адекватной аксиоматической основе при большом числе измерений. (Классическая теория ошибок (КТО) и основанный на ней метод наименьших квадратов (МНКв) созданы в начале XVIII века немецким математиком К. Ф. Гауссом[8]). Джунь И. В. впервые показал, что применение методов КТО, как правило, является корректным в том случае, если число многократных измерений находится в пределах 30 < n < 500 [7]. НТПИ является, в сущности, необходимой эволюцией КТО. 
Применение НТПИ в своей начальной фазе всегда требует предварительного использования методов КТО. Необходимость создания НТПИ обусловлена теоретической и практической несостоятельностью фундаментальных концепций КТО при числе многократных наблюдений n > 500, что впервые было показано известным кембриджским профессором Г. Джеффрисом в его фундаментальной работе[9,§ 5,7]. И. В. Джунь в работах [10,11] осуществил основательную проверку выводов Г. Джеффриса на огромном статистическом материале высококачественных наблюдений (свыше 130 тыс. измерений), начиная от исторических рядов Ф. В. Бесселя[12] и заканчивая современными результатами космических, геодезических, гравиметрических, геофизических и экономических наблюдений [13,7]. Эта проверка подтвердила состоятельность концепции Г. Джеффриса о Пирсоновском VII типа характере погрешностей многократных измерений, если их число n > 500. Работа И. В. Джуня[10] заложила основы НТПИ, которая апробировалась в течение 23 лет и была опубликована в 2015 г. [7]. В целом, И. В. Джунь известен как специалист в области математической обработки астрономической, космической и статистической информации больших и особо больших объёмов. Большинство его научных работ посвящены созданию нового раздела астрометрии, начало которому положил академик Е. П. Федоров и который можно определить как «Неклассические методы математической обработки астрономической и космической информации при негауссовых ошибках наблюдений». В своих работах Джунь И. В. рассмотрел различные аспекты применения и развития созданной им неклассической теории ошибок, обосновал аксиоматические основы этой теории и разработал адаптированные неклассические процедуры МНКв при математическом моделировании в анализе данных [14-19]. 
Создал также аналитическую теорию весовых функций [20], что, как высказался профессор П. В. Новицкий: «превращает робастное оценивание из эвристических попыток в действительную науку» [7]. Джунь И. В. впервые показал, что математическое моделирование можно считать адекватным только в том случае, когда весовая функция остаточных погрешностей является несингулярной. В работе [7,с.82] предложил метод диагностики математических моделей на основе использования статистических кумулянт, с помощью которых оцениваются зоны сингулярности для весовой функции остатков «observation-calculation». Впервые определил суть МНКв — как научного метода, максимизирующего получение информации по Фишеру при математическом моделировании [14,25]. Независимо от американского математика В. М. Джельтмена (W.M.Gentelman), разработал теорию Lp-оценок и показал недиагональность информационной матрицы Lp- распределения [7]. Впервые разработал информационные методы оценки точности астрономических инструментов и систем наблюдений для больших выборок [21], которые, как правило, имеют негауссов характер . Развил теорию распределения Пирсона — Джеффриса VII типа с диагональной информационной матрицей (PJVII — распределение), которое является обобщением распределений Гаусса и Стьюдента. Предложил использовать PJVII — распределение в НТПИ в качестве первой и наиболее важной фундаментальной гипотезы. Рассмотрел новый, отличный от классического, эффективный метод оценивания параметров PJVII — распределения, с использованием возможностей современных компьютеров и не требующий дифференцирования функции максимального правдоподобия [7,с.46-49]. 
Производственная деятельность И. В. Джуня отмечена созданиям на заводе «Газотрон» (г. Ровно) лазерных геодезических приборов ПЛ-1 и ЛЗП-1. Прибор ПЛ-1 отмечен серебряной медалью ВДНХ СССР [23]. Сотрудничая с Инженерным центром Института электросварки им. Е. О. Патона, принимал активное участие в создании в Научно-исследовательском институте технологий машиностроения (г. Ровно) электрошлаковых установок УШЛ-100 и УШЛ-200, в которых впервые решена проблема получения литейных заготовок без усадочной раковины. Эти установки не имеют аналогов в мировой практике и успешно работают в настоящие время. И. В. Джунь является активным популяризотором астрономии в Малой академии наук (МАН) при Ровенской ОГА. Осуществил идею создания при Ровенской МАН станции для мониторинга околоземного космического пространства на основе ПЗС-матриц. Для этой цели был установлен специализированный телескоп, переданый по просьбе И. В. Джуня из Николаевской астрономической обсерватории для Ровенской МАН. В настоящее время эта станция проводит регулярные астрономические наблюдения. Джунь И. В. является автором более 230 научных работ, трёх монографий[7,26,27], двух патентов[28,29]. Основные его работы публикуются в журнале «Кинематика и физика небесных тел». Англоязычный вариант этого журнала: «Kinematics and Physics of Celestial Bodies», издается в Нью-Йорке издательством «Allerton Press». Некоторые важные его работы опубликованы в журнале «Измерительная техника» [19]. Член редакционной коллегии сборника «Economika Eiriem» Братиславского университета (Словакия) [22,с. II]. В настоящее время является заведующим кафедрой математического моделирования факультета кибернетики Международного экономико-гуманитарного университета имени академика С. Демьянчука, г. Ровно, Украина[4,с.148-149]. 